# Неокласична политичка економија
Неокласична политичка економија, поред марксистичке политичке економије, представља значајан правац у савременој економској мисли (19. век). Главни представници су Вилијам Стенли Џевонс, Карл Менгер, Леон Валрас, Вилфредо Парето, Алфред Маршал, Густав Касел и др. Термин је у употребу први увео амерички економиста и социолог Торстен Веблен и он тада није обухватао економисте тзв. Аустријске школе (у које спада и Менгер). Ова теорија економије у први план истиче појединца који има своје потребе и настоји да максимира своје корисности и преференције (микроекономска анализа). Према субјективном правцу, економија истражује људско понашање као однос између циљева људи и оскудних средстава које имају алтернативе употребе.
Најзначајнији допринос ове економске анализе је маргинална величина, односно укупна, просечна и гранична величина код свих економских појава (гранична корисност добра или гранична продуктивност инпута производње и сл.). Како је цена величина која предодређује употреба инпута производње, то су изучавања супституције еластичности тражње и знак опадајуће корисности добили велику важност. 